# باتريسيو غريغوريو
باتريسيو غريغوريو (بالإسبانية: Patricio Gregorio)‏ هو لاعب كرة قدم أوروغواياني، ولد في 28 فبراير 1999 في مونتيفيديو في الأوروغواي. لعب مع نادي دانوبيو.

## وصلات خارجية
- باتريسيو غريغوريو على موقع قاعدة بيانات كرة القدم.إي يو (الإنجليزية)
- باتريسيو غريغوريو على موقع Soccerway.com (الإنجليزية)
- باتريسيو غريغوريو على موقع عالم كرة القدم.نت (الإنجليزية)